# NGC 946
NGC 946 è una galassia lenticolare situata nella costellazione di Andromeda, a una distanza di circa 268 milioni di anni luce dalla nostra Via Lattea.

## Scoperta
La galassia è stata scoperta il 12 dicembre 1884 dall'astronomo francese Édouard Stephan.